# Ildikó Enyedi
Dans le nom hongrois Enyedi Ildikó, le nom de famille précède le prénom, mais cet article utilise l’ordre habituel en français Ildikó Enyedi, où le prénom précède le nom.
Ildikó Enyedi, née le 15 novembre 1955 à Budapest (Hongrie), est une réalisatrice et scénariste hongroise.

## Biographie
Elle est la fille du géographe György Enyedi et d'Irén Pardi. Après le lycée, elle étudie à l’université de Montpellier en 1974, puis, de 1975 à 1978, l'économie à l’université Karl Marx et, de 1979 à 1984, à la haute école de théâtre et de cinéma dans la classe de Zoltán Fábri mais n’obtient pas de diplôme.
De 1978 à 1984, elle est membre du groupe d'artistes INDIGO. En 1984, elle devient assistant réalisateur chez Mafilm. Elle est conférencière au collège de théâtre et de cinéma depuis 1989.
Après avoir réalisé plusieurs courts métrages au studio Béla Balázs, son premier long métrage, Mon XXe siècle (Az én XX. századom), est présenté en 1989 au Festival de Cannes 1989 dans la section Un certain regard où il remporte la Caméra d'or.
Un hommage lui est rendu au Festival international du film d'Amiens en 2001 avec quatre films projetés.
En 2011, elle obtient son doctorat de l'Université d'art dramatique et cinématographique.
En 2017, son film Corps et Âme (A Teströl és Lélekröl) remporte l'Ours d'or à la Berlinale 2017.

### Festivals
- En 1992, elle fait partie du jury lors du Festival de Berlin.
- En 2007, elle est membre du jury du festival international du film de Moscou.
- En 2017, elle fait partie de deux jurys : celui du Festival international du film d'Erevan, et celui du jury de la Mostra de Venise 2017, présidé par la comédienne américaine Annette Bening[3].
- L'année suivante, en 2018, elle est membre du jury du Festival international du film de Shanghai.
- En 2019, elle fait partie du jury des longs métrages du réalisateur Guillaume Nicloux lors du 11eFestival de cinéma européen des Arcs.
- En 2021, elle fait de nouveau partie du jury de la Berlinale, lors du 71e Festival de Berlin. En effet ce sont six anciens récipiendaires de l'Ours d'or qui font partie du jury, sans président.
- Lors du Festival de Cannes 2023, elle préside le jury Cinéfondation et courts métrages.
- En 2024, elle est membre du jury du Festival international du film de Tokyo, sous la présidence de Tony Leung.

### Vie privée
Elle est mariée depuis 1989 à Wilhelm Droste, historien de la littérature allemande, écrivain et traducteur vivant en Hongrie, et chargé de cours au département de littérature allemande de l'Institut d'études allemandes de l'université Eötvös Loránd. Ils ont deux enfants : Júlia et György.

## Filmographie

### Réalisatrice
- 1989 : Mon XXe siècle (Az én XX. századom)[4]
- 1994 : Freischütz (Bűvös vadász)
- 1995 : A gyár
- 1997 : Tamas et Juli (Tamás és Juli)
- 1999 : Simon le mage (Simon mágus)
- 2008 : Első szerelem (court métrage)
- 2012-2014 : Terápia (série télévisée, 37 épisodes)
- 2017 : Corps et Âme (Testről és lélekről)[5]
- 2021 : L'Histoire de ma femme (A feleségem története)

Prochainement
- 2025 : Silent Friend

## Récompenses et distinctions
- Prix Béla Balázs 1991
- Festival de Cannes 1989 : Caméra d'or pour Mon XXe siècle.
- Berlinale 2017 : Ours d'or pour Corps et Âme.